# ニック・レンツ
ニック・レンツ（Nik Lentz、1984年8月13日 - ）は、アメリカ合衆国の男性元総合格闘家。テキサス州エルパソ出身。アメリカン・トップチーム所属。

## 来歴
ミネソタ大学在学時にはレスリング部に所属。レスリングでは州王者の経験がある。2005年から総合格闘技の練習を始める。
2005年プロ総合格闘家デビュー。
2009年9月19日、UFC初参戦となったUFC 103でハファエロ・オリヴェイラと対戦し、判定勝ち。
2011年6月26日、UFC Live: Kongo vs. Barryでチャールズ・オリベイラと対戦。2Rに反則であるグラウンド状態での膝蹴りを受けた後のチョークスリーパーでレンツはタップ。そのままオリベイラが勝者としてコールを受けたが後に裁定は無効試合へと変更された。この試合はファイト・オブ・ザ・ナイトに選ばれた。
2012年8月11日、フェザー級転向初戦となったUFC 150で光岡映二と対戦し、1RTKO勝ち。
2013年12月15日、UFC on FOX 9でフェザー級ランキング1位のチャド・メンデスと対戦し、判定負け。
2015年5月30日、UFC Fight Night: Condit vs. Alvesでフェザー級ランキング8位のチャールズ・オリベイラと再戦し、ギロチンチョークで一本負け。ファイト・オブ・ザ・ナイトを受賞した。
2017年11月19日、UFC Fight Night: Werdum vs. Tyburaでウィル・ブルックスと対戦し、ギロチンチョークで一本勝ち。パフォーマンス・オブ・ザ・ナイトを受賞した。
2019年5月18日、UFC Fight Night: dos Anjos vs. Leeでライト級ランキング15位のチャールズ・オリベイラと対戦し、TKO負け。
2021年1月24日、総合格闘技からの引退を発表。

## 戦績
| 総合格闘技 戦績 | 総合格闘技 戦績 | 総合格闘技 戦績 | 総合格闘技 戦績 | 総合格闘技 戦績 | 総合格闘技 戦績 | 総合格闘技 戦績 |
| --------------- | --------------- | --------------- | --------------- | --------------- | --------------- | --------------- |
| 45 試合         | (T)KO           | 一本            | 判定            | その他          | 引き分け        | 無効試合        |
| 30 勝           | 11              | 8               | 11              | 0               | 2               | 1               |
| 12 敗           | 3               | 2               | 7               | 0               | 2               | 1               |

| 勝敗 | 対戦相手                 | 試合結果                             | 大会名                                  | 開催年月日     |
| ×    | モフサル・エフロエフ     | 5分3R終了 判定1-2                    | UFC 257: Poirier vs. McGregor 2         | 2021年1月24日  |
| ×    | アーノルド・アレン       | 5分3R終了 判定0-3                    | UFC Fight Night: Blaydes vs. dos Santos | 2020年1月25日  |
| ×    | チャールズ・オリベイラ   | 2R 2:11 TKO（右ストレート→パウンド） | UFC Fight Night: dos Anjos vs. Lee      | 2019年5月18日  |
| ○    | スコット・ホルツマン     | 5分3R終了 判定3-0                    | UFC on ESPN 1: Ngannou vs. Velasquez    | 2019年2月17日  |
| ○    | グレイ・メイナード       | 2R 1:19 TKO（右ハイキック→パウンド） | UFC 229: Khabib vs. McGregor            | 2018年10月6日  |
| ×    | デビッド・テイマー       | 5分3R終了 判定0-3                    | UFC Fight Night: Rivera vs. Moraes      | 2018年6月1日   |
| ○    | ウィル・ブルックス       | 2R 2:05 ギロチンチョーク             | UFC Fight Night: Werdum vs. Tybura      | 2017年11月19日 |
| ×    | イスラム・マカチェフ     | 5分3R終了 判定0-3                    | UFC 208: Holm vs. de Randamie           | 2017年2月11日  |
| ○    | マイケル・マクブライド   | 2R 4:17 TKO（パウンド）              | UFC 203: Miocic vs. Overeem             | 2016年9月10日  |
| ○    | ダニー・カスティーリョ   | 5分3R終了 判定2-1                    | UFC on FOX 17: dos Anjos vs. Cowboy 2   | 2015年12月19日 |
| ×    | チャールズ・オリベイラ   | 3R 1:10 ギロチンチョーク             | UFC Fight Night: Condit vs. Alves       | 2015年5月30日  |
| ○    | マニー・ガンブリャン     | 5分3R終了 判定3-0                    | UFC Fight Night: Brown vs. Silva        | 2014年5月10日  |
| ×    | チャド・メンデス         | 5分3R終了 判定0-3                    | UFC on FOX 9: Johnson vs. Benavidez 2   | 2013年12月15日 |
| ○    | ハクラン・ディアス       | 5分3R終了 判定3-0                    | UFC on FX 8: Belfort vs. Rockhold       | 2013年5月18日  |
| ○    | ディエゴ・ヌネス         | 5分3R終了 判定3-0                    | UFC on FX 7: Belfort vs. Bisping        | 2013年1月19日  |
| ○    | 光岡映二                 | 1R 3:45 TKO（パウンド）              | UFC 150: Henderson vs. Edgar 2          | 2012年8月11日  |
| ×    | エヴァン・ダナム         | 2R終了時 TKO（ドクターストップ）     | UFC on FOX 2: Evans vs. Davis           | 2012年1月28日  |
| ×    | マーク・ボーチェック     | 5分3R終了 判定0-3                    | UFC 140: Jones vs. Machida              | 2011年12月10日 |
| －   | チャールズ・オリベイラ   | 2R 1:48 ノーコンテスト（反則）       | UFC Live: Kongo vs. Barry               | 2011年6月26日  |
| ○    | ウェイロン・ロウ         | 3R 2:24 ギロチンチョーク             | UFC Fight Night: Nogueira vs. Davis     | 2011年3月26日  |
| ○    | タイソン・グリフィン     | 5分3R終了 判定2-1                    | UFC 123: Rampage vs. Machida            | 2010年11月20日 |
| ○    | アンドレ・ウィナー       | 5分3R終了 判定3-0                    | UFC 118: Edgar vs. Penn 2               | 2010年8月28日  |
| ○    | ロバート・エマーソン     | 5分3R終了 判定3-0                    | UFC Fight Night: Florian vs. Gomi       | 2010年3月31日  |
| △    | チアゴ・タバレス         | 5分3R終了 判定1-0                    | UFC Fight Night: Maynard vs. Diaz       | 2010年1月11日  |
| ○    | ハファエロ・オリヴェイラ | 5分3R終了 判定3-0                    | UFC 103: Franklin vs. Belfort           | 2009年9月19日  |

## 表彰
- ブラジリアン柔術 紫帯
- UFC ファイト・オブ・ザ・ナイト（3回）